# 黃斑鰭飛魚
黃斑鰭飛魚（学名：Cheilopogon katoptron），又名黃鰭鬚唇飛魚，为飛魚科燕鰩魚屬下的一个种。